# Мифсуд, Уго Паскуале
Сэр Уго Паскуале Мифсуд (мальт. Ugo Pasquale Mifsud; 12 сентября 1889, Валлетта, колония Мальта — 11 февраля 1942, там же) — мальтийский государственный деятель, премьер-министр Мальты (1924—1927 и 1932—1933).

## Биография
В 1910 году окончил юридический факультет Королевского университета Мальты и начал карьеру адвоката. Позже стал признанным экспертом в области международного права, был членом Ассоциации международного права, а также участником конференции по вопросам международного права в Брюсселе. В ходе конференции по международному праву в Оксфорде (1932) был избран членом Исполнительного комитета и её вице-президентом. В 1934 году стал президентом конференции в Будапеште на товарные знакам.
Являлся секретарём комиссии по подготовке мальтийской Конституции. В 1921 году был избран в Законодательное Собрание.
- 1921—1924 гг. — министр промышленности и торговли,
- 1921—1922 и 1923—1924 гг. — министр по делам почты,
- 1921—1922 и 1923—1924 гг. — министр сельского хозяйства и рыболовства,
- 1924—1927 гг. — премьер-министр колониального правительства Мальты. Одновременно, в 1926—1927 годах — министр финансов и генеральный прокурор. В 1927 году был возведён в рыцарское достоинство.
- 1932—1933 гг. — вновь премьер-министр, инициировал меморандум британскому правительству об изменении статуса Мальты вместо колонии на доминион.
- 1939 г. — был членом Государственного совета,
- 1942 г. — во время чрезвычайных дебатов по поводу намерения британских властей выслать с Мальты госслужащих сотрудничавших с Италией с ним случился инфаркт и через два дня политик скончался.